# Х-Мен 2
Вижте пояснителната страница за други значения на Х-Мен.
Х-Мен 2 (на английски: X2) е американски филм от 2003 година, вторият филм от поредицата „Х-Мен“.

## Резюме
Когато мразещият мутанти полковник Уилям Страйкър отвлича Професор Х и напада неговото училище, героите от Х-Мен - Върколака, Циклопа, Джийн Грей и Буря трябва да се съюзят с враговете си - Магнито и Мистик, за да спасят професора и всички мутанти по света.

## Актьорски състав
| Актьор             | Роля                               |
| ------------------ | ---------------------------------- |
| Патрик Стюарт      | Чарлз Екзевиър / Професор Х        |
| Хю Джакман         | Джеймс „Лоуган“ Хаулет / Върколака |
| Иън Маккелън       | Ерик Леншър / Магнито              |
| Хали Бери          | Ороро Мънро / Буря                 |
| Фамке Янсен        | Д-р Джийн Грей / Феникс            |
| Джеймс Марсдън     | Скот Съмърс / Циклоп               |
| Ана Пакуин         | Мари / Плевел                      |
| Ребека Ромейн      | Рейвън Даркхолм / Мистик           |
| Брайън Кокс        | Полковник Уилям Страйкър           |
| Алън Къминг        | Курт Вагнер / Нощна сянка          |
| Брус Дейвисън      | Сенатор Робърт Кели                |
| Арън Станфорд      | Джон Алердайс / Пиро               |
| Шон Ашмор          | Боби Дрейк / Ледения човек         |
| Кели Ху            | Юрико Ояма / Лейди Дедстрайк       |
| Даниел Къдмор      | Пьотр Распутин / Колос             |
| Майкъл Рейд Маккей | Джейсън Страйкър / Мутант 143      |
| Кейти Стюърт       | Кити Прайд / Сенчестата котка      |
| Кеа Уонг           | Юбилейшън Лий / Джубилей           |
| Стив Бачич         | Д-р Хенри „Ханк“ Маккой / Звяр     |

## Награди и номинации
| Награда | Категория                                    | Номиниран(и)                                 | Резултат  |
| ------- | -------------------------------------------- | -------------------------------------------- | --------- |
| Хюго    | Най-добро сценично представяне – дълга форма | Най-добро сценично представяне – дълга форма | номинация |
| Сатурн  | Най-добър научнофантастичен филм             | Най-добър научнофантастичен филм             | награда   |
| Сатурн  | Най-добри костюми                            | Най-добри костюми                            | номинация |
| Сатурн  | Най-добър грим                               | Най-добър грим                               | номинация |
| Сатурн  | Най-добри специални ефекти                   | Най-добри специални ефекти                   | номинация |
| Сатурн  | Най-добър режисьор                           | Брайън Сингър                                | номинация |
| Сатурн  | Най-добър сценарий                           | Майкъл Дохърти, Дан Харис                    | номинация |
| Сатурн  | Най-добра музика                             | Джон Отман                                   | номинация |

## „Х-Мен 2“ В България
В България филмът е излъчен премиерно на 11 януари 2010 г. по bTV Cinema с български субтитри.

### Български дублажи
| Озвучаващи артисти  | Даниела Йорданова Петя Миладинова Георги Георгиев-Гого Николай Николов Димитър Иванчев |
| Преводач            | Йорданка Василева                                                                      |
| Тонрежисьор         | Стефан Дучев                                                                           |
| Режисьор на дублажа | Димитър Кръстев                                                                        |

| Озвучаващи артисти  | Таня Димитрова Йорданка Илова Силви Стоицов Петър Бонев Васил Бинев |
| Преводач            | Пламен Узунов                                                       |
| Тонрежисьор         | Александър Тодоров                                                  |
| Режисьор на дублажа | Михаела Минева                                                      |